# جيلي تن راويلار
جيلي تن راويلار (بالهولندية: Jelle ten Rouwelaar) (24 ديسمبر 1980 بيوره في هولندا - ) هو لاعب كرة قدم هولندي في مركز حراسة المرمى. لعب مع أوستريا فيينا وإف سي آيندهوفن وبي إي سي زفوله وتفينتي أنشخيدة ونادي آيندهوفن ونادي إيمن ونادي غرونينغن وناك بريدا.

## وصلات خارجية
- جيلي تن راويلار على موقع الاتحاد الأوربي (الإنجليزية)
- جيلي تن راويلار على موقع إي إس بي إن إف سي (الإنجليزية)
- جيلي تن راويلار على موقع قاعدة بيانات كرة القدم.إي يو (الإنجليزية)
- جيلي تن راويلار على موقع Soccerway.com (الإنجليزية)